# Пайні Тауншип (округ Клеріон, Пенсільванія)
Пайні Тауншип (англ. Piney Township) — селище (англ. township) в США, в окрузі Клеріон штату Пенсільванія. Населення — 399 осіб (2020).

## Демографія
Згідно з переписом 2010 року, у селищі мешкали 453 особи в 161 домогосподарстві у складі 97 родин. Було 185 помешкань
Расовий склад населення:
| - 99,1 % — білих - 0,2 % — корінних американців |

До двох чи більше рас належало 0,7 %. Частка іспаномовних становила 1,1 % від усіх жителів.
За віковим діапазоном населення розподілялося таким чином: 16,3 % — особи молодші 18 років, 49,3 % — особи у віці 18—64 років, 34,4 % — особи у віці 65 років та старші. Медіана віку мешканця становила 53,5 року. На 100 осіб жіночої статі у селищі припадало 79,1 чоловіків;  на 100 жінок у віці від 18 років та старших — 77,1 чоловіків також старших 18 років.
Середній дохід на одне домашнє господарство  становив 47 793 долари США (медіана — 39 375), а середній дохід на одну сім'ю — 60 473 долари (медіана — 44 821). Медіана доходів становила 35 250 доларів для чоловіків та 28 750 доларів для жінок. За межею бідності перебувало 7,2 % осіб, у тому числі 3,5 % дітей у віці до 18 років та 11,1 % осіб у віці 65 років та старших.
Цивільне працевлаштоване населення становило 116 осіб. Основні галузі зайнятості: освіта, охорона здоров'я та соціальна допомога — 25,0 %, виробництво — 14,7 %, роздрібна торгівля — 13,8 %.